# 大麻山 (香川県三豊市)

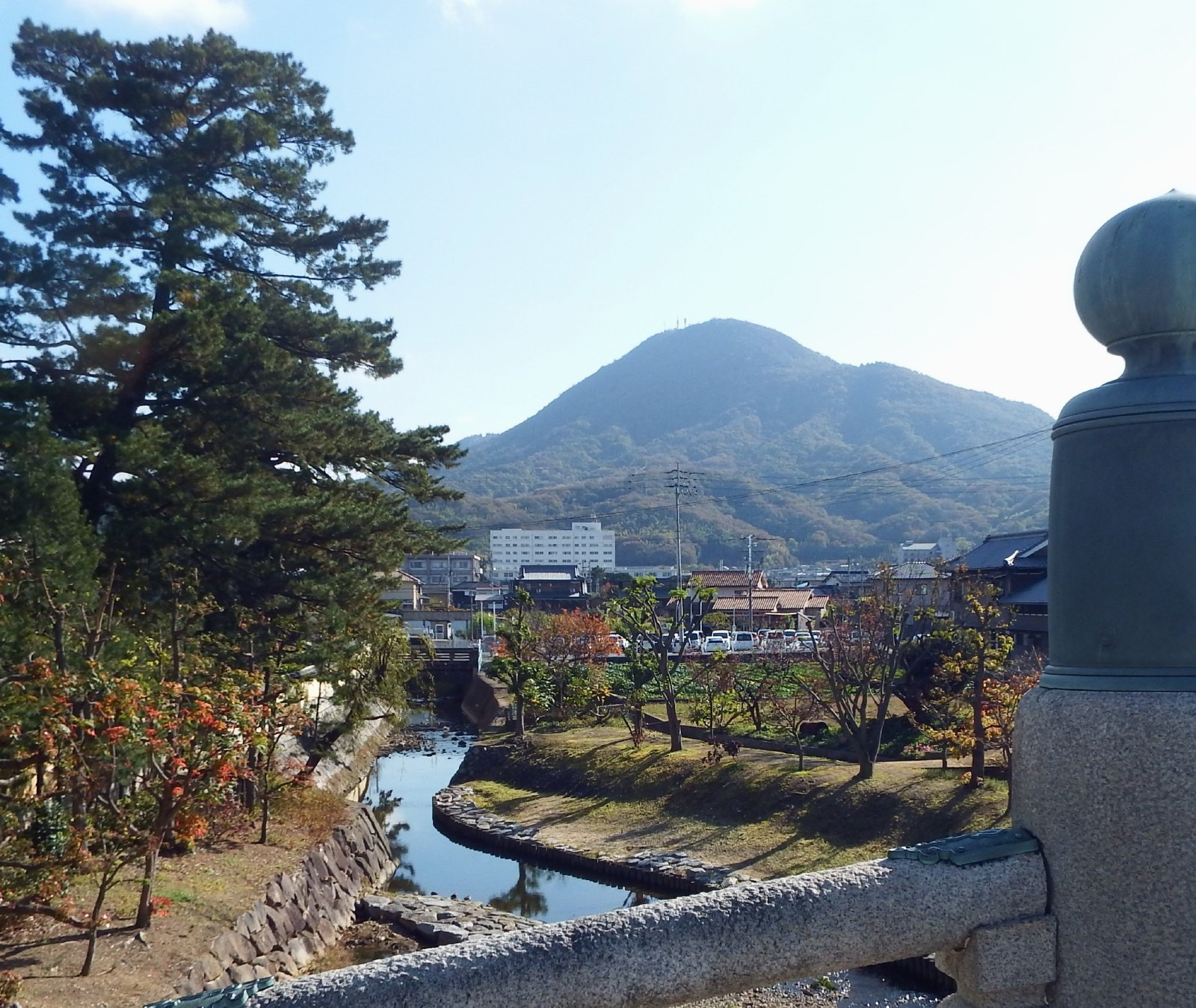
善通寺境内より当山を臨む

大麻山（おおさやま）は、香川県西部に位置する山。
隣接する象頭山（標高538m）と共に、「象頭山」として瀬戸内海国立公園、名勝、天然記念物に指定されている。なお、当山と象頭山を合わせた全体の山塊を琴平山また別名金毘羅山（こんぴらやま）と呼ぶ、香川県本土で独立峰としては最も標高が高い。
また山頂には香川県西部の大部分を放送区域とする西讃岐中継局があり、中継所所在地としても知られる。

## 交通
善通寺市街地に隣接し、そこから山頂へ自動車が通行できる道路があるが、標高約500メートル地点からは農園業者の私道となっているためゲートで封鎖され通行できない。そのため通常、山頂に行くにはそこから登山道を徒歩で登るしかないが、山頂付近には桜が植えられており、花見の季節になると土地所有者がゲートを開放するため自動車で山頂の有料駐車場まで進入できる。また中継局の保守用車両は500メートル地点のゲートを開けて山頂の中継局まで登ることができるため、山頂周囲には自動車が通行できる道路が存在する。そのほかに徒歩用の登山道としては連なる琴平町の象頭山に金刀比羅宮があるため、その参道を用いてその奥宮を経由して登山することもできる。

### 登山
- 金刀比羅宮コース　：　琴平駅 - 金刀比羅宮 本宮 -（石段）- 奥社 -（山道）- 龍王社 - 山頂・大麻山園地
- チェリーライン　：　善通寺駅 - 樽池 -（舗装林道）- 野田院古墳・キャンプ場 -（舗装林道）- 林道ゲート -（山道）- 展望台・大麻山園地 - 山頂
  - 樽池から林道ゲートまでの舗装林道には、これを大幅にショートカットする山道（チェリーライン近道）が存在する
- 大麻神社コース　：　大麻神社 -（山道）- 工兵道中央 -（山道）-　山頂・大麻山園地

## 古墳
この付近から積石塚古墳（坂出市）、国定史跡石清尾山古墳群（高松市）にかけての広範囲のベルト地帯は古墳群の連鎖地帯として知られ、大麻山周辺の古墳は国定史跡「有岡古墳群」として指定されている。その中でも特に「野田院古墳」（のたのいんこふん）は大麻山北西麓標高405メートル、テラス状平坦部の非常に高地にある古墳として知られている。古墳は3世紀後半建造の日本国内最古の形状の前方後円墳で、全長44.5m、後円部径21.0m、後円部高2.0m、前方部幅13m、後円部は安山岩塊による積石であるが、前方部は盛り土によって造られている。その前方部は途中、くびれ部が細く締まっていて最先端でまたバチ状に広くなっていることから、前方後円墳発生期の3世紀後半のものと推測される。この土地に最初に現れた権力者の墓であると考えられ、高松市まで連なる古墳地帯と併せて当時の香川県一帯の地域集団関係を研究する上で貴重な資料となっている。

## 大麻山園地
山頂付近は瀬戸内海国立公園大麻山園地として一部施設が整備されている。山頂付近には公衆トイレ、山頂から300mほど北西の稜線上に山頂広場と展望台、林道を下ったところにある野田院古墳や公営キャンプ場などである。山頂から南東への園路は桜並木となっている。

## ギャラリー

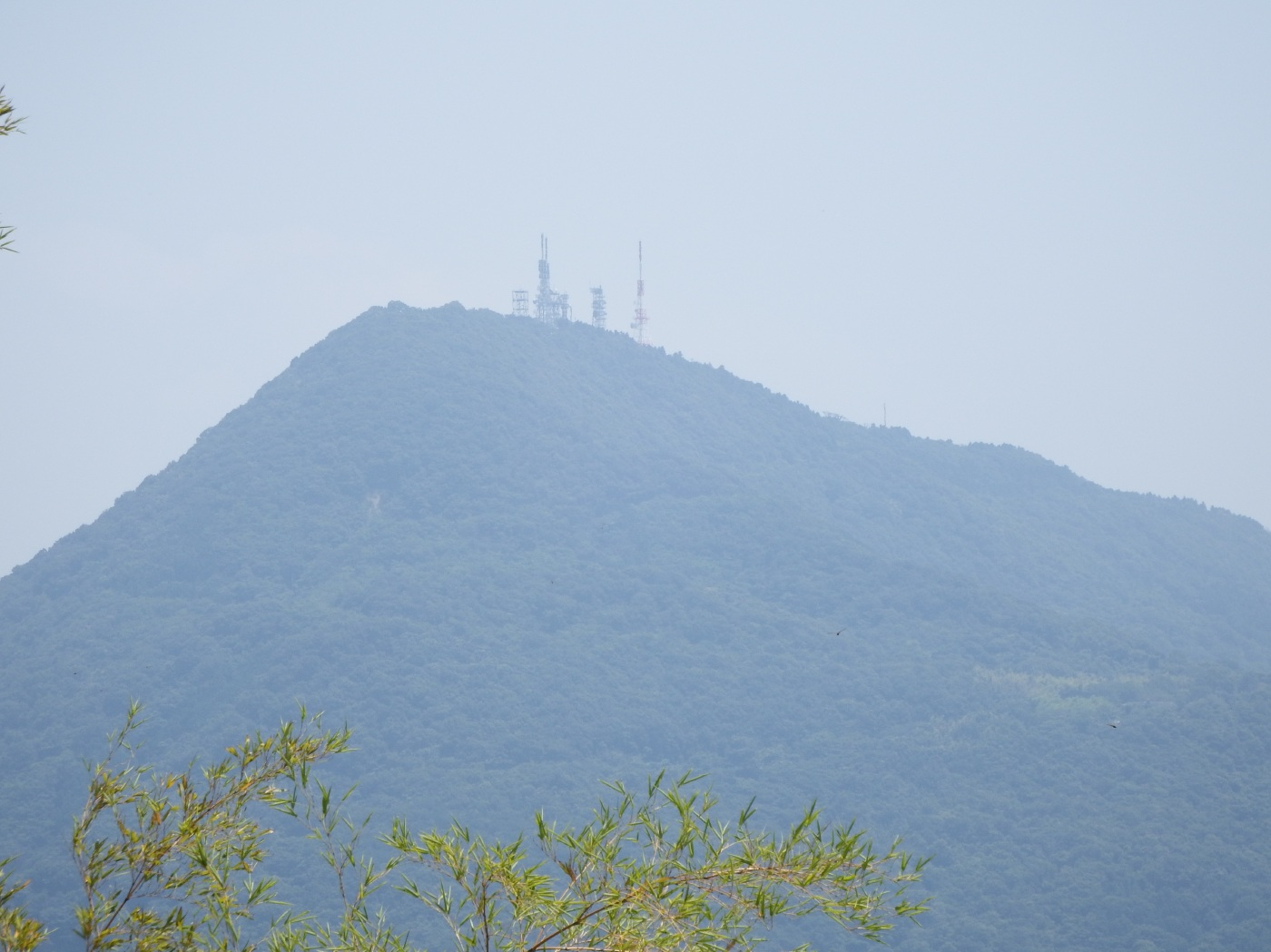
山頂部
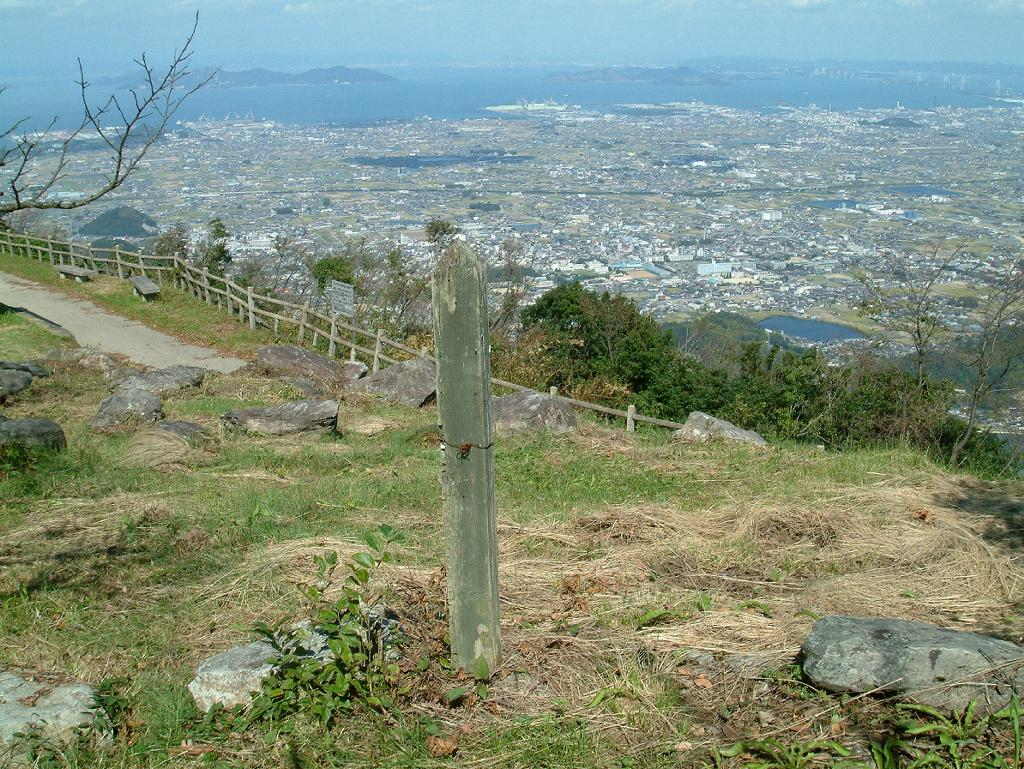
山頂からの展望
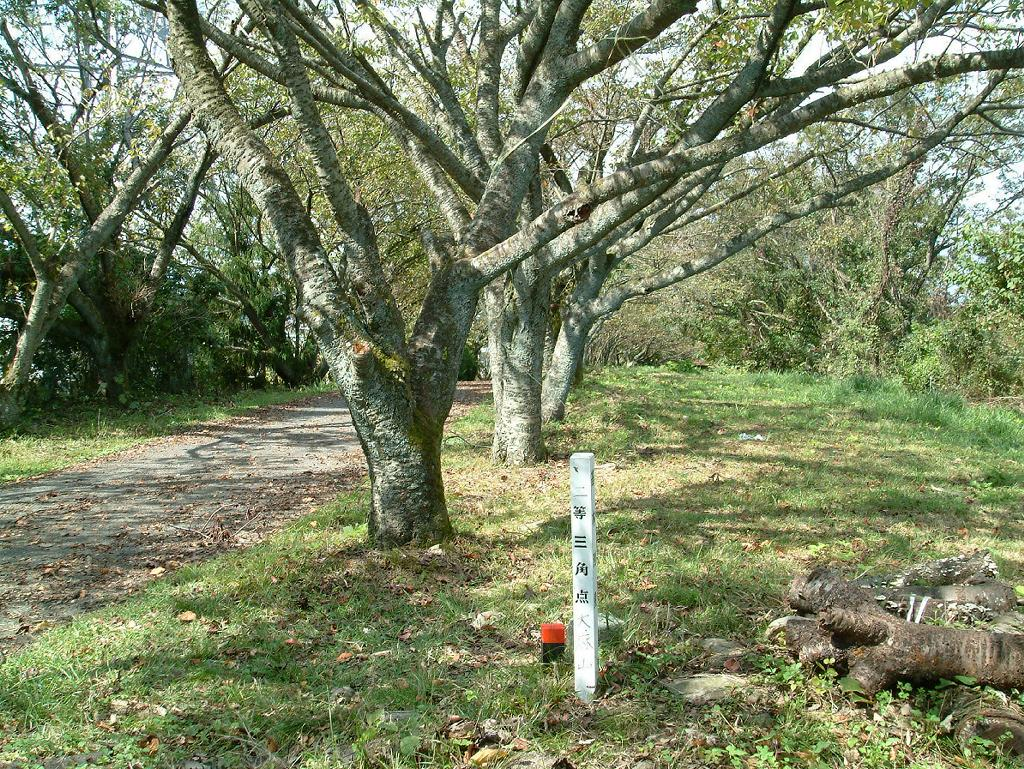
山頂の三角点
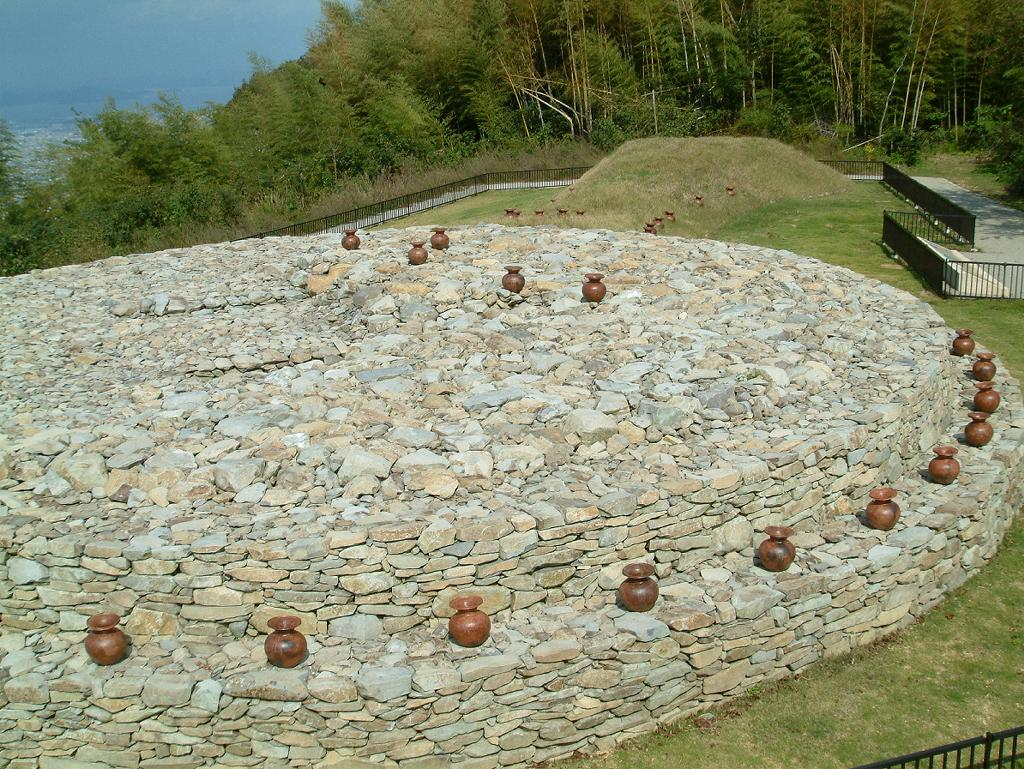
野田院古墳